# Tennyson, New South Wales
Tennyson este o suburbie în Sydney, Australia.